# Szaúd-Arábia hadereje
Az ország hadereje négy haderőnemből épül fel: a szárazföldi haderőből, a légierőből, a haditengerészetből és a tengerészgyalogságból.

## Fegyveres erők létszáma
- Aktív: 478 000 fő
- Tartalékos: 325 000 fő
- Összesen: 803 000 fő[1]

## Szárazföldi haderő
Létszám
75 000 fő
Állomány
- 3 páncélos dandár
- 5 gépesített dandár
- 1 ejtőernyős dandár
- Királyi Gárda ezred
- 2 repülő dandár

Felszerelés
- 1055 db harckocsi (M1A2, AMX–30, M60A3)
- 300 db felderítő harcjármű
- 970 db páncélozott gyalogsági harcjármű
- 1900 db páncélozott szállító jármű
- 298 db tüzérségi löveg: 188 db vontatásos, 110 db önjáró
- 12 db harci helikopter
- 34 db szállító helikopter

## Légierő
Létszám
18 000 fő
Állomány
- 4 közvetlen támogató század
- 9 vadászrepülő század
- 3 szállító század

Felszerelés
- 133 db harci repülőgép (F–5B, Tornado )
- 161 db F–15
- 81 db szállító repülőgép
- 102 db helikopter

## Haditengerészet
Létszám
15 500 fő
Hadihajók
- 4 db fregatt
- 4 db egyéb feladatú hajó
- 26 db járőrhajó
- 7 db aknarakó/szedő hajó
- 8 db vegyes feladatú hajó

Helikopterek
- 21 db harci helikopter

## Tengerészgyalogság
Létszám
75 000 fő
Állomány
- 1 ezred
- 2 gyalogos dandár

Felszerelés
- 1200 db páncélozott szállító jármű
- 250 db tüzérségi löveg